# Орден Чертополоха
Древнейший и благороднейший орден Чертополоха (англ. The Most Ancient and Most Noble Order of the Thistle) — рыцарский орден, связанный с Шотландией. История современного ордена начинается в 1687 году с учреждением его королём Яковом VII Шотландским (также известным как король Англии Яков II), при этом утверждалось, что произошло возрождение ранее существовавшего ордена.
Орден состоит из Суверена и шестнадцати рыцарей и дам, а также некоторого количества «сверхштатных» рыцарей (членов британской королевской семьи и иностранных монархов). Предоставление членства входит в исключительную компетенцию Суверена (без каких-либо консультаций с правительством, как принято для большинства орденов).
Основная эмблема ордена — чертополох, национальный символ Шотландии. Девиз ордена Nemo me impune lacessit (с лат. — «Никто не тронет меня безнаказанно»); этот же девиз начертан на Королевском гербе и на некоторых фунтовых монетах. Покровитель ордена — Святой Андрей.
Большинство рыцарских орденов Великобритании распространяется на всё королевство, но три высочайших относятся только к одной из составляющих его стран. Орден Чертополоха, относящийся к Шотландии, — второй по порядку старшинства. Его эквивалент в Англии — орден Подвязки, старейший документированный и высший рыцарский орден в Соединённом Королевстве, датируется серединой XIV века. В 1783 был основан ирландский эквивалент — орден Святого Патрика; после получения независимости большей частью Ирландии орден остался «спящим» (последний живший рыцарь умер в 1974).

## История
Оригинальная дата основания ордена неизвестна.
По одной из легенд король шотландцев Ахей во время битвы с англосаксами увидел в небе крест Св. Андрея. После победы Ахей якобы установил орден Чертополоха, посвятив его святому, называемая при этом дата — 787 год.
Другая история говорит, что Ахей основал орден в 809 году для ознаменования альянса с императором Карлом Великим.
Яков III, принявший чертополох в качестве королевского символа и выпустивший монеты с его изображением, полагается в качестве основателя ордена в XV веке.
Другие утверждают, что Яков V, который был удостоен ордена Золотого руна в Священной Римской империи (1531), ордена Подвязки в Англии (1535) и ордена Св. Михаила во Франции, основал орден Чертополоха в 1540 году, потому что был смущён, что ему нечего было пожаловать иностранным монархам. Считается, что он наградил «орденом Репейника или Чертополоха» (англ. «Order of the Burr or Thissil») короля Франции Франциска I. Некий шотландский рыцарский орден определённо существовал в XVI веке, но к концу столетия прекратил существование..
Яков II выпустил письмо-патент «оживляющий и восстанавливающий Орден Чертополоха в его полной славе, блеске и величии» в 1687 году. Были назначены восемь рыцарей из максимального числа ограниченного двенадцатью, но в следующем 1688 году король был свергнут в ходе Славной революции. Его преемники, короли Вильгельм III Оранский и Мария, не делали дальнейших назначений в орден, который в конце концов почти обезлюдел.
В 1703 году королева Анна снова восстановила орден Чертополоха, а в следующем году назначила восемь новых рыцарей, тем самым ликвидировав существовавшие вакансии. С небольшими изменениями орден дожил до наших дней.

## Состав ордена
Короли Шотландии — а позже короли Великобритании и Соединённого Королевства — являются «Суверенами» ордена. Когда Яков VII восстановил орден, в уставе записали, что орден должен «состоять из Суверена и двенадцати рыцарей-братьев в память Благословенного Спасителя и его двенадцати апостолов». В 1827 году Георг IV расширил орден до шестнадцати членов. Женщины (кроме правящей королевы) первоначально в орден не допускались. Георг VI специальным указом в 1937 году сделал дамой ордена свою супругу Елизавету. Отмена ограничений о вступлении в орден дам произошла при Елизавете II в 1987 году.
Время от времени лица могут быть допущены специальными указами. Такие члены известны как «дополнительные рыцари» (англ. "Extra Knights") и не засчитываются в ограничение 16 членами. Через эту процедуру обычно проходят члены британской королевской семьи; первым был младший сын Георга III принц Уильям Генри (позже Вильгельм IV). Олаф V (король Норвегии) был первым иностранцем, допущенным в орден специальным указом в 1962 году.
Суверен исторически имел право выбирать членов ордена, но начиная с XVIII века, он делал свой выбор по совету правительства. Георг VI посчитал, что ордена Подвязки и Чертополоха использовались только для политического патронажа, а не для награждения заслуг. Поэтому с согласия премьер-министра (Клемента Эттли) и лидера оппозиции (Уинстона Черчилля) в 1947 году орден Чертополоха, вслед за орденом Подвязки, снова стал выполнять роль персонального дара Суверена.
Рыцари и дамы Чертополоха могут быть также допущены в орден Подвязки. Ранее многие (но не все) рыцари, вступившие в более старший орден, выходили из ордена Чертополоха. Первым вышел из ордена Чертополоха Джон Кэмпбелл, 2-й герцог Аргайл в 1710 году; последний вышедший был Томас Дандас, 2-й герцог Зетланд в 1872 году. Члены ордена также могут лишиться рыцарства. Единственным претерпевшим такую судьбу был Джон Эрскин, 6-й герцог Мар, потерявший и рыцарство и герцогство, после участия в восстании якобитов 1715 года.
В ордене пять офицеров:
- Декан — обычно священнослужитель Церкви Шотландии.
- Канцлер — обычно один из кавалеров, при этом не обязательно самый старший.
- Привратник — джентльмен привратник Зелёного Жезла (англ. "Gentleman Usher of the Green Rod") (в отличие от Джентльмена привратника Чёрного Жезла в ордене Подвязки, у него нет никаких функций в палате лордов).
- Герольд — ответственный за геральдику, (англ. "Lord Lyon King of Arms"), глава шотландской герольдии. Герольд часто, но не всегда также исполняет обязанности секретаря.
- Секретарь.

## Облачение и знаки отличия
По особым дням, например, таким как ежегодная орденская служба или коронация, рыцари и дамы носят утверждённое одеяние:
- мантия — зелёная накидка поверх костюма или военной униформы. Мантия содержит линии с белой тафтой; скреплена зелёными и золотыми кисточками. На левой стороне мантии — звезда ордена (см. ниже).
- шляпа — делается из чёрного вельвета и с плюмажем из перьев чёрной цапли.
- орденская цепь — делается из золота и состоит из звеньев изображающих чертополох и побеги руты. Носится поверх мантии.
- Св. Андрей — также называемый дополнительным знаком, крепится к орденской цепи. Состоит из золотого эмалированного изображения Св. Андрея, облачённого в зелёное платье и пурпурный плащ и держащего белый косой крест. Золотые лучи исходят из главы Св. Андрея.

В случаях, не являющихся особыми, но при которых носят знаки отличия, используются более простые инсигнии:
- звезда ордена — состоит из серебряного креста Св. Андрея с пучками лучей между руками. В центре изображён зелёный круг с девизом ордена золотыми заглавными буквами; внутри круга изображён чертополох на золотом поле. Носится пристёгнутой на левой стороне груди. (Поскольку орден Чертополоха второй по старшинству рыцарский орден Соединённого Королевства, звезда носится выше звёзд прочих орденов, кроме ордена Подвязки; допускается носить до четырёх орденских звёзд.)
- широкая лента — тёмно-зелёная перевязь, надеваемая через левое плечо до правого бедра.
- К концу ленты крепится знак ордена, который соответственно носится у правого бедра. На аверсе знака изображён Св. Андрей. На реверсе на зелёном поле изображён чертополох, окружённый девизом ордена.

В так называемые «дни орденской цепи» (англ. "Collar day") определяемые Сувереном, члены, присутствующие на официальных мероприятиях, могут носить орденскую цепь поверх военной униформы, официальной одежды или другого костюма. Если они принадлежат к иному ордену (знак которого носится на ленте через плечо), то должны надеть широкую ленту этого ордена, поскольку принадлежность к ордену Чертополоха уже обозначена цепью.
По смерти рыцаря или дамы инсигнии ордена должны быть возвращены в Центральную канцелярию Рыцарских орденов. Знак и звезда возвращаются лично Суверену ближайшим родственником покойного.
Офицеры ордена также носят зелёные накидки. Джентльмен Привратник Зелёного Жезла также носит, в качестве знака его должности, зелёный жезл. Лорд Герольд носит камзол, изображающий королевский герб.

## Часовня
Когда Яков II возродил орден в 1687 году, он приказал, чтобы аббатская церковь в Холирудском дворце стала часовней ордена Чертополоха, возможно копируя идею ордена Подвязки (у которого часовня в Виндзорском замке). Яков VII, однако, был свергнут в 1688 году, а часовня разрушена во время беспорядков. Орден не имел часовни до 1911 года, пока орденской часовней не стал собор Св. Джайлза в Эдинбурге. Каждый год Суверен пребывает в Холирудском дворце в течение недели в июне или июле; во время визита происходит служба ордена. Во время ежегодной службы посвящаются новые рыцари или дамы.
Каждый член ордена, включая Суверена, получает кабинку в хорах часовни,

## Старшинство и привилегии
Рыцари и дамы Чертополоха в порядке старшинства занимают место выше членов всех остальных орденов, за исключением ордена Подвязки, и выше баронетов. Жёны, сыновья, дочери и невестки рыцарей тоже имеют своё место в порядке старшинства. При этом родственникам дам ордена Чертополоха особого приоритета не предоставляется.
Члены ордена могут использовать почётные приставки «Сэр» или «Дама» к своим именам, а также постноминальные буквы «KT» или «LT» (Knight or Lady of the Thistle).
Также члены ордена могут использовать его символику в своих гербах, и имеют право на добавление к гербам геральдических щитодержателей.

## Текущие члены и офицеры
- Суверен: Карл III (король Великобритании)
- Рыцари и дамы:
  1. Лорд Эндрю Брюс, граф Элгин и Кинкардин (1981)
  2. Лорд Джеймс Маккей, барон Маккей Клэшфернский (1997)
  3. Лорд Дэвид Клайв Уилсон, барон Уилсон Тиллиорнский (2000)
  4. Лорд Дэвид Мартин Скотт Стил, барон Стил Эйквудский, (2004)
  5. Лорд Джордж Айла Макнилл Робертсон, барон Робертсон Порт-Элленский (2004)
  6. Лорд Уильям Дуглас Каллен, барон Каллен Уайткиркский (2007)
  7. Лорд Дэвид Хоуп, барон Хоуп Крейгхедский (2009)
  8. Лорд Нарендра Патель, барон Патель (2009)
  9. Лорд Роберт Смит, барон Смит Келвинский (2014)
  10. Его светлость Ричард Уолтер Джон Монтегю-Дуглас-Скотт, 10-й герцог Баклю и 12-й герцог Куинсберри (2017)
  11. Сэр Иэн Вуд (2018)
  12. Леди Элиш Анджолини (2022)[5]
  13. Сэр Джордж Рейд (2022)[5]
  14. Баронесса Блэк Стромская (2024)[6]
  15. Баронесса Кеннеди Шоуская (2024)[6]
  16. сэр Джеф Палмер (2024)[6]
- Дополнительные рыцари и дамы:
  1. Анна, Королевская принцесса (Princess Royal), LG, LT, GCVO, QSO (2000)
  2. принц Уильям, герцог Ротсей, KG, KT, PC, ADC(P) (2012)
  3. королева Камилла GBR LG LT GCVOf ONZ CSM CD PC (2023)
  4. Эдвард, герцог Эдинбургский GBR KG KT GCVO CD ADC (2024)
- Офицеры:
  - Канцлер: Его светлость Ричард Уолтер Джон Монтегю-Дуглас-Скотт, 10-й герцог Баклю и 12-й герцог Куинсберри (2023);
  - Декан: преподобный профессор Дэвид Фергюссон (2019);
  - Привратник: контр-адмирал Кристофер Хоуп Лэймен (ex officio,1997);
  - Герольдмейстер: каноник Джозеф Морроу (ex officio, 2014);
  - Секретарь: Элизабет Роадс (2014).